# Česko na Letních paralympijských hrách 2020
Česko na Letních paralympijských hrách 2020 konaných v roce 2021 reprezentovalo 28 sportovců, z toho 18 mužů a 10 žen. Součástí výpravy byli i 2 spoluhráči v boccie.
Česko získalo celkem 8 medailí (2 zlaté, 3 stříbrné, 3 bronzové) a umístilo se na 44. místě v pořadí národů.

## Medailisté
| Medaile  | Sportovec                               | Sport        | Disciplína  | Kategorie |
| -------- | --------------------------------------- | ------------ | ----------- | --------- |
| zlatá    | Adam Peška                              | Boccia       | jednotlivci | BC3       |
| zlatá    | David Drahonínský                       | Lukostřelba  | jednotlivci | W1        |
| stříbrná | Arnošt Petráček                         | Plavání      | 50 m znak   | S4        |
| stříbrná | Šárka Pultar Musilová                   | Lukostřelba  | jednotlivci | W1        |
| stříbrná | David Drahonínský Šárka Pultar Musilová | Lukostřelba  | mix tým     | W1        |
| bronzová | Aleš Kisý                               | Atletika     | vrh koulí   | F53       |
| bronzová | Anna Luxová                             | Atletika     | vrh koulí   | F35       |
| bronzová | Jiří Suchánek Petr Svatoš               | Stolní tenis | družstva    | MT3       |

## Počet soutěžících
| Sport             | Muži | Ženy | Celkem |
| ----------------- | ---- | ---- | ------ |
| Atletika          | 3    | 3    | 6      |
| Boccia            | 1    | 1    | 2      |
| Cyklistika        | 3    | 1    | 4      |
| Jezdectví         | 0    | 1    | 1      |
| Lukostřelba       | 2    | 2    | 4      |
| Plavání           | 4    | 2    | 6      |
| Sportovní střelba | 2    | 0    | 2      |
| Stolní tenis      | 3    | 0    | 3      |
| Celkem            | 18   | 10   | 28     |

## Atletika
V atletice reprezentovali Česko 6 sportovců. Získali dohromady 2 medaile.
Muži
Skoky, vrhy, hody
| Jméno            | Disciplína            | Finále     | Finále           |
| Jméno            | Disciplína            | Vzdálenost | Pořadí           |
| ---------------- | --------------------- | ---------- | ---------------- |
| Michal Enge      | Muži hod kuželkou F51 | 26.75      | 7.               |
| Aleš Kisý        | Muži vrh koulí F53    | 8.25       | Bronzová medaile |
| František Serbus | Muži hod kuželkou F32 | 32.53      | 7.               |

Ženy
Běžecké disciplíny
| Jméno            | Disciplína     | Rozběh | Rozběh | Finále       | Finále       |
| Jméno            | Disciplína     | Čas    | Pořadí | Čas          | Pořadí       |
| ---------------- | -------------- | ------ | ------ | ------------ | ------------ |
| Tereza Jakschová | Ženy 100 m T47 | 12.95  | 6.     | nepostoupila | nepostoupila |
| Tereza Jakschová | Ženy 200 m T47 | 26.81  | 4.     | nepostoupila | nepostoupila |
| Anna Luxová      | Ženy 100 m T35 | 17.60  | 5.     | nepostoupila | nepostoupila |

Skoky, vrhy, hody
| Jméno        | Disciplína          | Finále     | Finále           |
| Jméno        | Disciplína          | Vzdálenost | Pořadí           |
| ------------ | ------------------- | ---------- | ---------------- |
| Eva Datinská | Ženy hod diskem F38 | 21.31      | 9.               |
| Eva Datinská | Ženy vrh koulí F37  | 11.18      | 5.               |
| Anna Luxová  | Ženy vrh koulí F35  | 8.60       | Bronzová medaile |

## Boccia
V boccie reprezentovali Česko 2 sportovci. Získali dohromady 1 medaili. Spoluhráčkou Adama Pešky byla Ivana Pešková a spoluhráčem Kateřiny Cuřínové byl Samuel Waage.
| Jméno             | Disciplína      | Základní skupina   | Základní skupina          | Základní skupina        | Základní skupina  | Základní skupina | Čtvrtfinále       | Semifinále         | Finále / Souboj o bronz   | Finále / Souboj o bronz |
| Jméno             | Disciplína      | Soupeř Skóre       | Soupeř Skóre              | Soupeř Skóre            | Soupeř Skóre      | Pořadí           | Soupeř Skóre      | Soupeř Skóre       | Soupeř Skóre              | Pořadí                  |
| ----------------- | --------------- | ------------------ | ------------------------- | ----------------------- | ----------------- | ---------------- | ----------------- | ------------------ | ------------------------- | ----------------------- |
| Kateřina Cuřínová | Jednotlivci BC1 | Joon (KOR) P 2-8   | Huadpradit (THA) P 4-9    | de Oliveira (BRA) V 3-1 | Chew (MAS) P 0-11 | 4.               | nepostoupila      | nepostoupila       | nepostoupila              | nepostoupila            |
| Adam Peška        | Jednotlivci BC3 | Ntenta (GRE) V 3-2 | van der Beken (FRA) V 5-0 | Legostaev (ROC) · V 3-3 | —                 | 1. Q             | Jeong (KOR) V 7-4 | Michel (AUS) V 4-3 | Polychronidis (GRE) V 3-3 | Zlatá medaile           |

## Cyklistika
V cyklistice reprezentovali Česko 4 sportovci. Ivo Koblasa se účastnil také závodů v dráhové cyklistice.

### Dráhová cyklistika
Muži
| Jméno       | Disciplína                   | Kvalifikace | Kvalifikace | Finále      | Finále      |
| Jméno       | Disciplína                   | Čas         | Pořadí      | Čas         | Pořadí      |
| ----------- | ---------------------------- | ----------- | ----------- | ----------- | ----------- |
| Ivo Koblasa | Muži 3000 m stíhací závod C2 | 3:48.914    | 7.          | nepostoupil | nepostoupil |
| Ivo Koblasa | Muži 1000 m časovka C1-3     | —           | —           | 1:12.619    | 16.         |

### Silniční cyklistika
Muži
| Jméno          | Disciplína               | Čas      | Pořadí |
| -------------- | ------------------------ | -------- | ------ |
| Patrik Jahoda  | Muži časovka H1          | 52:56.13 | 4.     |
| Patrik Jahoda  | Muži silniční závod H1-2 | DNF      | DNF    |
| Ivo Koblasa    | Muži časovka C2          | 38:23.17 | 8.     |
| Ivo Koblasa    | Muži silniční závod C1-3 | 2:21:21  | 19.    |
| Tomáš Mošnička | Muži časovka H3          | 49:33.46 | 15.    |
| Tomáš Mošnička | Muži silniční závod H3   | 3:04:08  | 12.    |

Ženy
| Jméno             | Disciplína               | Čas      | Pořadí |
| ----------------- | ------------------------ | -------- | ------ |
| Kateřina Antošová | Ženy časovka H1-3        | 35:39.64 | 5.     |
| Kateřina Antošová | Ženy silniční závod H1-4 | 59:37    | 6.     |

## Jezdectví
V jezdectví reprezentoval Česko 1 sportovec.
| Jméno                | Kůň          | Disciplína               | Body   | Pořadí |
| -------------------- | ------------ | ------------------------ | ------ | ------ |
| Anastasija Vištálová | Sterngreifer | Individual test, Grade I | 66.964 | 13.    |

## Lukostřelba
V lukostřelbě reprezentovali Česko 4 sportovci. Získali dohromady 3 medaile.
| Jméno                                   | Disciplína                    | Kvalifikace | Kvalifikace | 1. kolo            | 2. kolo                     | Čtvrtfinále            | Semifinále             | Finále / Souboj o bronz     | Finále / Souboj o bronz |
| Jméno                                   | Disciplína                    | Skóre       | Pořadí      | Soupeř Skóre       | Soupeř Skóre                | Soupeř Skóre           | Soupeř Skóre           | Soupeř Skóre                | Pořadí                  |
| --------------------------------------- | ----------------------------- | ----------- | ----------- | ------------------ | --------------------------- | ---------------------- | ---------------------- | --------------------------- | ----------------------- |
| David Drahonínský                       | Muži jednotlivci W1           | 651         | 2.          | —                  | volný los                   | Perilo (BRA) V 140-129 | Zandi (IRI) V 139-131  | Türkmenoğlu (TUR) V 142-141 | Zlatá medaile           |
| Václav Košťál                           | Muži jednotlivci reflexní luk | 590         | 22.         | Ueyama (JPN) V 6-0 | Kim (KOR) P 2-6             | nepostoupil            | nepostoupil            | nepostoupil                 | nepostoupil             |
| Tereza Brandtlová                       | Ženy jednotlivkyně W1         | 590         | 6.          | —                  | Okazaki (JPN) P 115-126     | nepostoupila           | nepostoupila           | nepostoupila                | nepostoupila            |
| Šárka Pultar Musilová                   | Ženy jednotlivkyně W1         | 589         | 7.          | —                  | Krutova (ROC) · V 1289-1288 | Liu (CHN) V 128-124    | Rumary (GBR) V 127-107 | Chen (CHN) P 131-142        | Stříbrná medaile        |
| Šárka Pultar Musilová David Drahonínský | Mix tým W1                    | 1240        | 2.          | —                  | —                           | V 131-126              | V 141-126              | P 132-138                   | Stříbrná medaile        |

## Plavání
V plavání reprezentovali Česko 6 sportovců. Získali dohromady 1 medaili.
Muži
| Jméno           | Disciplína                     | Rozplavby | Rozplavby | Finále      | Finále           |
| Jméno           | Disciplína                     | Čas       | Pořadí    | Čas         | Pořadí           |
| --------------- | ------------------------------ | --------- | --------- | ----------- | ---------------- |
| Jonáš Kešnar    | Muži 400 m volný způsob S9     | 4:33.76   | 13.       | nepostoupil | nepostoupil      |
| Jonáš Kešnar    | Muži 200 m polohový závod SM9  | 2:24.03   | 6. Q      | 2:23.00     | 5.               |
| Arnošt Petráček | Muži 50 m volný způsob S4      | 40.64     | 7. Q      | DSQ         | DSQ              |
| Arnošt Petráček | Muži 50 m znak S4              | 41.75     | 1. Q      | 41.26       | Stříbrná medaile |
| Arnošt Petráček | Muži 50 m motýlek S5           | 41.41     | 14.       | nepostoupil | nepostoupil      |
| Miroslav Smrčka | Muži 100 m znak S11            | 1:15.93   | 11.       | nepostoupil | nepostoupil      |
| Miroslav Smrčka | Muži 100 m prsa SB11           | 1:28.29   | 11.       | nepostoupil | nepostoupil      |
| Miroslav Smrčka | Muži 200 m polohový závod SM11 | 2:54.35   | 12.       | nepostoupil | nepostoupil      |
| Tadeáš Strašík  | Muži 100 m prsa SB9            | —         | —         | 1:13.19     | 7.               |
| Tadeáš Strašík  | Muži 200 m polohový závod SM10 | 2:24.00   | 7. Q      | 2:23.26     | 8.               |

Ženy
| Jméno            | Disciplína                    | Rozplavby | Rozplavby | Finále       | Finále       |
| Jméno            | Disciplína                    | Čas       | Pořadí    | Čas          | Pořadí       |
| ---------------- | ----------------------------- | --------- | --------- | ------------ | ------------ |
| Vendula Dušková  | Ženy 400 m volný způsob S8    | —         | —         | 5:20.71      | 6.           |
| Vendula Dušková  | Ženy 100 m prsa SB7           | 1:43.05   | 7. Q      | 1:42.69      | 7.           |
| Vendula Dušková  | Ženy 200 m polohový závod SM8 | 3:06.56   | 6. Q      | 3:14.59      | 8.           |
| Dominika Míčková | Ženy 50 m znak S4             | 1:11.84   | 15.       | nepostoupila | nepostoupila |
| Dominika Míčková | Ženy 50 m prsa SB3            | 1:13.46   | 11.       | nepostoupila | nepostoupila |
| Dominika Míčková | Ženy 150 m polohový závod SM4 | 4:45.08   | 18.       | nepostoupila | nepostoupila |

## Sportovní střelba
Ve sportovní střelbě reprezentovali Česko 2 sportovci.
Muži
| Jméno       | Disciplína               | Kvalifikace | Kvalifikace | Finále      | Finále      |
| Jméno       | Disciplína               | Body        | Pořadí      | Body        | Pořadí      |
| ----------- | ------------------------ | ----------- | ----------- | ----------- | ----------- |
| Jakub Kosek | Muži 10 m air pistol SH1 | 533         | 27.         | nepostoupil | nepostoupil |
| Jakub Kosek | 25 m pistol SH1          | 544         | 24.         | nepostoupil | nepostoupil |
| Tomáš Pešek | Muži 10 m air pistol SH1 | 559         | 11.         | nepostoupil | nepostoupil |
| Tomáš Pešek | 25 m pistol SH1          | DNS         | DNS         | DNS         | DNS         |
| Tomáš Pešek | 50 m pistol SH1          | 486         | 33.         | nepostoupil | nepostoupil |

## Stolní tenis
V stolním tenisu reprezentovali Česko 3 sportovcI. Získali dohromady 1 medaili. V soutěži družstev nebyl zápas o bronz, tudíž byl bronz udělen dvou týmům.
Muži
Jednotlivci
| Jméno          | Disciplína           | Základní skupina      | Základní skupina        | Základní skupina | 1. kolo            | Čtvrtfinále        | Semifinále   | Finále       | Finále      |
| Jméno          | Disciplína           | Soupeř Skóre          | Soupeř Skóre            | Pořadí           | Soupeř Skóre       | Soupeř Skóre       | Soupeř Skóre | Soupeř Skóre | Pořadí      |
| -------------- | -------------------- | --------------------- | ----------------------- | ---------------- | ------------------ | ------------------ | ------------ | ------------ | ----------- |
| Jiří Suchánek  | Muži jednotlivci MS2 | Lamirault (FRA) P 1-3 | Jakimczuk (POL) V 3-0   | 2. Q             | Riapoš (SVK) V 3-2 | Czuper (POL) P 1-3 | nepostoupil  | nepostoupil  | nepostoupil |
| Petr Svatoš    | Muži jednotlivci MS3 | Zhai (CHN) P 0-3      | Van Emburgh (USA) P 0-3 | 3.               | nepostoupil        | nepostoupil        | nepostoupil  | nepostoupil  | nepostoupil |
| Filip Nacházel | Muži jednotlivci MS4 | Kim (KOR) P 1-3       | Zylka (POL) P 0-3       | 3.               | nepostoupil        | nepostoupil        | nepostoupil  | nepostoupil  | nepostoupil |

Týmy
| Jméno                     | Disciplína           | Čtvrtfinále           | Semifinále       | Finále       | Finále           |
| Jméno                     | Disciplína           | Soupeř Skóre          | Soupeř Skóre     | Soupeř Skóre | Pořadí           |
| ------------------------- | -------------------- | --------------------- | ---------------- | ------------ | ---------------- |
| Jiří Suchánek Petr Svatoš | Muži jednotlivci MT3 | V 2-1 (3:0, 2:3, 3:2) | P 0-2 (0:3, 1:3) | nepostoupili | Bronzová medaile |